# Adalberto Baldoni
Adalberto Baldoni (Roma, 5 novembre 1932) è un giornalista, saggista e politico italiano.

## Biografia
Ha conseguito la maturità scientifica al liceo romano Augusto Righi. Ha frequentato la facoltà di scienze politiche alla Sapienza di Roma, ma poi si è laureato in Pedagogia, indirizzo psicologico. La guerra civile in Italia (1943-1945) causò nella sua famiglia una profonda lacerazione perché due suoi cugini scelsero di combattere in una brigata di comunisti e morirono in battaglia. Infatti dopo l'Armistizio di Cassibile suo padre Remo, aderendo alla RSI, si trasferì con tutta la famiglia a Venezia dove si trovava il ministero degli Affari Esteri, di cui era funzionario mentre i figli di sua sorella Argentina, il ventenne Giancarlo e ventunenne Giovanni, avevano fatto una scelta opposta: si erano aggregati alla 7ª Brigata divisione Garibaldi-Modena per cacciare i tedeschi dall'Italia. I due giovani caddero combattendo a Rocchetta Sandri, nel territorio modenese di Sestola, teatro di una delle pagine più cruente della lotta partigiana, nel giugno 1944.
Quando finì la guerra, la sua famiglia fu assegnata prima al campo profughi di Mestre e poi a quello di Bologna, dove sua madre Laura si ammalò di tubercolosi, che la costrinse, una volta giunta a Roma, a ricoverarsi all'ospedale Forlanini dove rimase per dieci anni. Suo padre, solo dopo moltissimi anni, fu reintegrato nel ministero, ma lontano dall'Italia: prima sua destinazione fu Tirana e poi il suo impiego terminò a Tripoli.
Appena conseguita la maturità, iniziò l'attività giornalistica al rotocalco milanese Meridiano, dove si specializzò nelle inchieste di attualità e di costume (1960-1963). Giornalista pubblicista dal 1962, professionista dal 1974, fu cronista parlamentare dal 1980. Dal 1972 lavorò per più di trent'anni al quotidiano Secolo d'Italia di cui fu dapprima capo del servizio interni (nel periodo degli Anni di piombo), poi resocontista parlamentare ed infine redattore capo. A fine anni settanta Baldoni svolse inchieste di attualità per il quotidiano economico Il Fiorino con lo pseudonimo "Alessandro Baldi". Destarono clamore le sue inchieste sull'Italsider di Taranto, con le quali denunciò le conseguenze negative dell'installazione del quarto centro siderurgico a ridosso della città, in particolare nel quartiere Tamburi - Lido Azzurro.
Con Sandro Provvisionato (giornalista di sinistra con un passato giovanile nelle organizzazioni di estrema sinistra) fu autore di tre saggi sul terrorismo in Italia (" La notte più lunga della Repubblica", "A che punto è la notte" e "Anni di piombo"). La stesura di questi saggi, assieme a noti personaggi di sinistra, rappresenta per l'autore la ricostruzione storica degli avvenimenti senza pregiudizi e tesi precostituite.
Dal 1992 al 1997 ha diretto la testata giornalistica di Radio Studio Uno dell'editore Corrado Silenzi.
Nel 2000 ha scritto il soggetto e la sceneggiatura del documentario Sessantotto. L'utopia della realtà.
Dal 2007 al 2021 ha collaborato al mensile Il Borghese. Dal 2002 al 2005, con Umberto Croppi direttore editoriale, ha diretto assieme a Sandro Provvisionato,  la collana "Zona Grigia" (dedicata alla saggistica e all'attualità) della casa editrice Vallecchi.
Coautore nel 2010 con Gianni Borgna del libro su Pasolini Una lunga incomprensione. Pasolini fra Destra e Sinistra (prefazione di Giacomo Marramao).
Nel 2011, per l'Istituto Luce (di cui è stato consulente storico), ha scritto il saggio "Il bene comune. Presenza e operosità sociale del laici cattolici", diffuso con un DVD (regia di Ferdinando Vicentini Orgnani).

È stato consulente storico, assieme a Sandro Provvisionato, della miniserie "Trilogia anni '70", in sei puntate, prodotta dall'Albatross per la RAI, andata in onda all'inizio del 2014.

### Attività politica
Ha iniziato la sua attività politica nel 1954, iscrivendosi all'associazione studentesca nazionale Giovane Italia (1954), di cui divenne presidente provinciale di Roma nel 1957 e fino al 1961 quindi fu segretario nazionale nel 1965. Vice segretario nazionale del Raggruppamento giovanile studenti e lavoratori del Movimento Sociale Italiano (1963-64). Presidente del Fuan - Caravella di Roma (1969-1971). Ha diretto numerosi periodici della destra giovanile: Azione di iniziativa rivoluzionaria, Giovane Italia, La Clava, La Sfida (nuova serie), Rivolta Ideale (nuova serie). Più volte arrestato e detenuto per reati politici.
Il periodico "Azione d'iniziativa rivoluzionaria" iniziò l'attività a metà degli anni cinquanta quando costituiva un punto di riferimento per l'omonimo gruppo, guidato da Giulio Caradonna, il quale rivendicava il ruolo movimentista del MSI e respingeva l'ipotesi di “partito d'ordine” da inserire nel sistema democratico e parlamentare. Il giornale "La Sfida", invece, uscito nel maggio 1968, sposava in pieno le rivendicazioni degli studenti in rivolta negli atenei di tutto il mondo. Sul primo numero apparve un articolo elogiativo di Che Guevara “per la sua concezione della vita spiritualistica e non materialistica, né utilitaristica”.
È di quel periodo l'apertura, assieme ad alcuni suoi amici, del Dioniso Club (1967-1970), un autentico cantinone di 800 metri quadrati, dove si esibivano complessi rock e confluivano centinaia di giovani provenienti da ogni parte della capitale, senza alcuna distinzione politica.
Componente del Comitato centrale del MSI (1965-1995) e Dirigente nazionale del settore Immagine e Propaganda del MSI-DN nel biennio 1989 -1991. Dopo la svolta di Fiuggi nel 1995, dirigente nazionale di Alleanza Nazionale.
Eletto cinque volte al consiglio comunale di Roma (legislature: 1966-1971; 1971-1976; 1976-1981; 1993-1997; 1997-2001). Ha fatto parte di quasi tutte le Commissioni consiliari: Cultura, Ambiente, Urbanistica, Lavori pubblici, Sanità.
Capogruppo consiliare di An in Campidoglio (1995-1997). Vice presidente del consiglio comunale (1993- 1995;1997-2001). Nel 2001 ha deciso di non ricandidarsi al Comune per concorrere alle elezioni per la Camera dei deputati, nel Collegio Roma-Ciampino, non eletto, unica sua esperienza nelle politiche.
Presidente della Commissione per l'assetto del sistema radiotelevisivo del Ministero delle comunicazioni (2001-2006) e presidente della commissione di controllo sulle televendite (2001-2008). Componente della commissione di vigilanza TV sui minori (2001- 2007).

## Controversie
Alcuni suoi saggi hanno provocato accese reazioni nell'area di destra, irritando i vertici del Msi e poi di Alleanza nazionale. Infatti nel saggio "Noi rivoluzionari" (editrice Il Settimo Sigillo), dove viene condannato l'atteggiamento negativo del Msi verso la contestazione giovanile del 1968, sono rivalutate le figure di Herbert Marcuse e Pier Paolo Pasolini, che fu osteggiato da una frangia della destra conservatrice perché "omosessuale" e "comunista", sono criticate alcune disastrose iniziative del Msi (indizione del congresso di partito nel luglio 1960 a Genova, medaglia d'oro della Resistenza). Quando, due anni prima dell'uscita del saggio, si seppe che la prefazione sarebbe stata affidata all'intellettuale e politico Beppe Niccolai (che in quel periodo aveva rotto con il segretario missino Giorgio Almirante), iniziò una intimidatoria e denigratoria campagna contro l'autore. Il libro, però, uscito nel 1986, ottenne successo di vendite e recensioni. Nonostante fosse distribuito soltanto nelle librerie di destra o durante le manifestazioni di partito. "Noi rivoluzionari" in pochi mesi vendette migliaia di copie. Un altro saggio che ha determinato polemiche, è "Due volte Genova" (edito dalla Vallecchi) dove Baldoni accusa per i fatti del G8 di Genova il Viminale, i servizi segreti e la polizia di avere scientemente trascurato l'ingresso in Italia dei Black bloc e colpito in modo indiscriminato i manifestanti sia alla scuola Diaz che alla caserma di Bolzaneto.

## Opere
- Noi rivoluzionari. La destra e il caso italiano. Appunti per una storia 1960-1986, Roma, Settimo sigillo, 1986.
- La notte più lunga della repubblica. Sinistra e destra, ideologie, estremismi, lotta armata. 1968-1989, con Sandro Provvisionato, Roma, Serarcangeli, 1989.
- Fascisti (1943-1945), Roma, Settimo sigillo, 1993.
- Il crollo dei miti. Utopie, ideologie, estremismi dalla fine del miracolo economico alla crisi della prima repubblica, Roma, Settimo sigillo, 1996.
- La destra in Italia. 1945-1969, Roma, Pantheon, 1999; 2000.
- A che punto è la notte?, con Sandro Provvisionato, Firenze, Vallecchi, 2003. ISBN 88-8427-063-4.
- Due volte Genova. Luglio 1960-luglio 2001: fatti, misfatti, verità nascoste, Firenze, Vallecchi, 2004. ISBN 88-8427-049-9.
- Sessantotto. L'utopia della realtà, con 2 DVD, Roma, Istituto Luce, 2006.
- Anni di piombo. [Sinistra e destra: estremismi, lotta armata e menzogne di Stato dal Sessanto a oggi], con Sandro Provvisionato, Milano, Sperling & Kupfer, 2009. ISBN 978-88-200-4580-7.
- Storia della destra. Dal postfascismo al Popolo della libertà, Firenze, Vallecchi, 2009. ISBN 978-88-8427-140-2.
- Una lunga incomprensione. Pasolini fra Destra e Sinistra, con Gianni Borgna, Firenze, Vallecchi, 2010. ISBN 978-88-8427-211-9.
- Pagine strappate. Le verità nascoste nei libri di storia. Foibe, guerra civile, anni di piombo. Senza verità e giustizia non può esistere una memoria condivisa, Roma, Pagine, 2012.
- Destra senza veli 1946-2018. Storia e retroscena dalla nascita del Msi ad oggi (2 voll.), Roma, Fergen, 2018.
- I ragazzi del ciclostile. La Giovane Italia, un movimento studentesco contro il sistema, con Alessandro Amorese. Roma, Eclettica Edizioni, 2021.

## Premi
Diversi i premi letterari, conseguiti nella sezione saggistica, tra cui : "Ernest Hemingway XX edizione" (2004), "Pegaso d'Oro" (2005), "Luciano Cirri XV edizione" (2006), "Simpatia. Campidoglio" (2010), Premio Procida-Isola di Arturo-Elsa Morante (2011, conseguito assieme a Gianni Borgna per il libro su Pasolini).